# واتوولی
واتوولی (اسلوونیایی: Vatovlje) یک زیستگاه انسانی در اسلوونی است که در Divača Municipality واقع شده‌است.

## خصوصیات
واتوولی ۱٫۷۴ کیلومترمربع مساحت و ۱۹ نفر جمعیت دارد و ۶۲۱٫۲ متر بالاتر از سطح دریا واقع شده‌است.